# Midvale, Utah
Midvale är en stad i Salt Lake County i Utah i Salt Lake Citys storstadsområde i USA. Vid 2020 års folkräkning hade Midvale 36 028 invånare.

## Kända personer från Midvale
- Don Lind, astronaut